# بورتو توللي
بورتو توللي (بالإيطالية: Porto Tolle)‏ هي مدينة في مقاطعة رفيغة في منطقة فنيتة، شمال إيطاليا. .